# Stationsweg 37-39 (Baarn)
Het pand Stationsweg 37-39 is een gemeentelijk monument in Baarn in de provincie Utrecht.
Het wit gepleisterde huis ziet uit op het nieuwe gedeelte van het Baarnse gemeentehuis. Het bestaat uit drie lagen, de ingang is in de rechter zijgevel. Behalve door de luiken valt het pand op door de versierde muurankers.